# Sun Ce
Sun Ce (175 – 200) foi um general e chefe militar da última época da Dinastia Han Oriental e da era dos Três Reinos na antiga China. Ele era o mais velho entre os cinco filhos e uma filha de Sun Jian, que foi morto em combate quando Sun Ce tinha apenas dezesseis anos. Sun Ce se separou do antigo senhor feudal de seu pai, Yuan Shu, e seguiu em direção ao sudoeste da China para estabelecer os seus poderes no local. Com a ajuda de vários homens capazes, incluindo Zhang Zhao e Zhou Yu, Sun Ce conseguiu estabelecer a fundação do Wu Oriental, no qual seu irmão mais jovem Sun Quan mais tarde passaria a ser o primeiro imperador. Após Sun Quan declarar-se como imperador, ele honrou Sun Ce postumamente com o título de Príncipe Huan de Changsha ("O príncipe diligente.").
Em 200, quando Cao Cao estava enfrentando Yuan Shao na decisiva Batalha de Guandu, rumores diziam que Sun Ce estava planejando um ataque contra Xuchang. Ele, porém, foi assassinado antes de conseguir realizar o plano,com três flechas em sua costa.
As Crônicas Dos Três Reinos descrevem Sun Ce como um belo e feliz guerreiro. Ele também era um homem generoso e receptivo que empregava pessoas de acordo com suas habilidades. Assim, seus soldados estavam dispostos a arriscar suas vidas por ele. Em uma carta ao Imperador Xian, um depreciador chamado de Xu Gong comparou Sun Ce a Xiang Yu, general renomado por derrubar a Dinastia Qin. Como Xiang Yu era conhecido como o Conquistador de Chu, Sun Ce passou a ser conhecido como o Pequeno Conquistador na cultura popular. Sun Ce é retratado em Wu Shuang Pu (無雙 譜, Tabela de Heróis Inigualáveis) por Jin Guliang.